# Бірюлін Олексій Олексійович
Олексій Олексійович Бірюлін (2 серпня 1977, м. Щокіно, Тульська область) — російський політичний діяч, голова адміністрації  Новомосковського району.

## Біографія
Народився 2 серпня 1977 року в місті Щокіно Тульська область.
Закінчив Тульський державний університет. Отримав вищу освіту за спеціальністю «Газодинамічні імпульсні пристрої».
Кар'єру почав на підприємстві Щокіноазот на посаді апаратника. Потім працював на різних виробництвах, в комерційних структурах.
Останні 12 років присвятив себе сфері ЖКГ: брав участь у створенні керуючих компаній, ТСЖ, керував ресурсопостачальними організаціями.
З 30 грудня 2014 року по 28 червня 2018 року — начальник державної житлової інспекції Тульської області.
З 28 червня 2018 — заступник голови адміністрації муніципального утворення Новомосковськ Тульської області, виконувач обов'язків голови АМО  міста Новомосковськ Тульської області.
З 18 вересня 2018 року займає пост голови АМО  Новомосковськ Тульської області.

## Сім'я
Одружений, має двох синів.